# Taenaris dina
Taenaris dina är en fjärilsart som beskrevs av Otto Staudinger 1894. Taenaris dina ingår i släktet Taenaris och familjen praktfjärilar. Inga underarter finns listade i Catalogue of Life.